# Ngalian (Tirto)
Ngalian is een bestuurslaag in het regentschap Pekalongan van de provincie Midden-Java, Indonesië. Ngalian telt 2822 inwoners (volkstelling 2010).